# Górki (powiat buski)
Górki – wieś w Polsce położona w województwie świętokrzyskim, w powiecie buskim, w gminie Wiślica.
W latach 1975–1998 miejscowość należała administracyjnie do województwa kieleckiego.
Wieś sołecka – zobacz jednostki pomocnicze gminy Wiślica w BIP.

## Części wsi
| SIMC    | Nazwa      | Rodzaj    |
| ------- | ---------- | --------- |
| 0277055 | Nowa Wieś  | część wsi |
| 0277061 | Stara Wieś | część wsi |

## Historia
Górki, wieś i folwark w ówczesnym powiecie stopnicki, gminie Grotniki, parafii Strożyska. Położona na lewo od drogi bitej ze Stopnicy do Korczyna.
W XV w. wieś była dziedzictwem Jana z Rytwian marszałka królewskiego herbu Jastrzębiec (Długosz L.B. t.I, s.424).
W 1827 r. było tu 31 domów i 300 mieszkańców Folwark odległy od Wiślicy 3 wiorsty. Rozległość gruntów folwarcznych wynosiła 1079 mórg, budynków murowanych było 6, drewnianych 11. Był także młyn wodny, eksploatowano pokłady torfu i gipsu.
Wieś Górki posiadała osad 70, z gruntem mórg 400.

Od dóbr tych odsprzedane zostały attynencje: Wielkiugór, Dąbrówki i Karty, których rozległość wynosiła około 100 mórg.
Spis z roku 1921 wykazał:

Górki folwark – 4 domy i 45 mieszkańców.

Górki wieś – 52 domy 306 mieszkańców.

## Stawy w Górkach
Na terenie sołectwa znajduje się duży, około 350 ha kompleks stawów. Jest on atrakcyjnym terenem obserwacji ornitologicznych, zwłaszcza gdy bardzo niski stan wody na wielu stawach przyciąga ptaki siewkowate. Gniazduje tu: bąk, bączek, czernica, gęś gęgawa, podróżniczek, rybitwa czarna, zielonka. Sporadycznie gniazduje podgorzałka. Na pobliskich łąkach gniazduje rycyk. W okolicy można zaobserwować też wiele innych ptaków, np. bociana czarnego, czaplę białą, ohara.